# بولنت اینال
بولنت اینال (انگلیسی: Bülent İnal; ۱۹ مهٔ ۱۹۷۳ – ) بازیگر اهل ترکیه است.
از فیلم‌ها یا برنامه‌های تلویزیونی که وی در آن نقش داشته‌است می‌توان به پایتخت عبدالحمید اشاره کرد.  زازاتبار است.